# Хмельницький Олександр Анатолійович
Олександр Анатолійович Хмельни́цький (2 серпня 1924, Харків — 5 червня 1998, Харків) — український живописець і педагог; член Харківської організації Спілки радянських художників України з 1956 року; член-кореспондент Академії мистецтв України з 1997 року.

## Життєпис
Народився 2 серпня 1924 року в місті Харкові (нині Україна). Вчитись малярству почав в гуртку малювання при Харківському палаці піонерів, де його першим вчителем був Євдоким Мінюра. Брав участь у німецько-радянській війні.
Протягом 1947—1953 років навчався у Харківському художньому інституті, де його викладачами були Олександр Любимський, Михайло Рибальченко, Леонід Чернов, Михайло Шапошников. Дипломна робота — картина «Навіки разом». Після здобуття мистецької освіти викладав у ньому, а з 1963 року, після реогрганізації інституту, — у Харківському художньо-промисловому інституті (доцент з 1970 року; професор з 1978 року). Серед учнів: Михайло Алатарцев, Сергій Алимов, Ашот Алієв, Віталій Апальков, Геннадій Бабич, Володимир Безродний, Давид Беккер, Комунар Беркута, Петро Богомаз, Сергій Бугорков, Володимир Бузмаков, Дмитро Вербкін, Володимир Гвардюбров, Станіслав Гедзевич, Сергій Гречаний, В'ячеслав Грицай, Анатолій Двейрін, Лариса Джарти, Людмила Джус, Володимир Дзюбенко, Олександр Дудкін, Микола Дудченко, Володимир Духницький, Валерій Ейсмонт, Елла Євстаф'єва, Сергій Єгоров, Микола Жулінський, Лариса Захарчук-Дементьєва, Світлана Зелена, Олександр Івахненко, Ірина Каленик, Олександр Калинський, Олександр Капшук, Марина Карпова, Михайло Кіба, Віктор Коваленко, Віктор Ковтун, Володимир Козлов, Микола Корольов, Світлана Кондратенко, Борис Костяников, Микола Крилов, Микола Куземінський, Михайло Кузьміних, Олексій Кулаков, Іван Легуцький, Юрій Литвинов, Геннадій Лісничий, Василь Лозовий, Лев Маркосян, Наталія Мироненко, Костянтин Могилевський, Валерій Мозок, Олена Молчанова, Микола Неклюєнко, Сергій Неколов, Володимир Носенков, Віола Пушкарьова, Олександр Садовський, Григорій Тишкевич. Одночасно з викладацькою діяльністю у 1972—1976 та 1981—1998 роках очоював секцію живопису Харківської організації Спілки художників України.
Мешкав у Харкові в будинку на вулиці Культури, № 20, квартира № 3 та у будинку на вулиці Новгородській, № 6, квартира № 100. Помер у Харкові 5 червня 1998 року.

## Творчість
Працював у галузях станкового та монументального живопису. Створював жанрові картини, пейзажі, натюрморти. Серед картин:
- «Навіки разом» (1953; Національний художній музей України[3]);
- «Всенародна радість» (1953);
- «Юність батьків. Рік 1905-й» (1957; Національний художній музей України[5]);
- «Радянську владу на Україні проголошено. Харків, 1917 рік» (1960, у співавторстві з Адольфом Константинопольським; Харківський художній музей[5]);
- «Верстви… верстви…» (1960; Харківський художній музей[5]);
- «Перемога» (1958—1961; Національний художній музей України[5]);
- «Неходженими стежками» (1963; Харківський художній музей[5]);
- «В ім'я життя» (1967; Національний художній музей України[5]);
- «Шляхи-дороги» (1970—1971);
- «До сонця (Дитинство)» (1971);
- «У майстерні» (1973);
- «Венеція» (1974);
- «Був місяць травень» (1975);
- «Нічні поїзди» (1980);
- «Війною обпалені» (1985);
- триптих «Протистояння» (1988);
- цикл «Художник і модель» (1988—1995);
- «Самостійність» (1989);
- «Стара легенда» (1992);
- «Оплакування» (1994).

У подорожах Радянським Союзом виконовав пейзажні етюди, замальовки (Єнісей, 1962; Амур, 1969; Закарпаття, 1971) та за кордоном (Італія, 1970).
монументальні роботи
- розпис «Жовтнева революція» в Центральному павільйоні Виставки передового досвіду в народному господарстві УРСР (1958, у співавторстві з Олександром Ацманчуком, Михайлом Кривенком і Адольфом Константинопольським);
- керамічне панно у Харківському театрі опери та балету (1986—1988, у співавторстві).

Брав участь у республіканських виставках з 1951 року, всесоюзних — з 1955 року, зарубіжних — з 1954 року. Персональні виставки відбулися у Харкові у 1989, 1995, 1998 роках; Сімферополі у 1997 році.

## Відзнаки
нагороджений
- орденами Слави III ступеня (8 травня 1945[6]), «Знак Пошани»;
- срібними медалями Академії мистецтв СРСР (1967, за картину «В ім'я життя») та імені Митрофана Грекова (1968)[7];

почесні звання
- заслужений діяч мистецтв УРСР з 1967 року;
- народний художник УРСР з 1984 року.